# Sylvicanthon securus
Sylvicanthon securus là một loài bọ cánh cứng trong họ Bọ hung (Scarabaeidae).